# Економіка Габону
Габон — аграрна країна з розвиненим гірничодобувним сектором. В промисловості і торгівлі в кінці ХХ ст. зайнято бл. 2% населення Габону. Галузі промисловості: гірничодобувна (нафтова, марганцева, уранова, золотодобувна), харчова, легка, хімічна, судноремонтна. Внутрішній тр-т г.ч. автомобільний. Трансгабонська залізнична магістраль зв'язує центри гірничодобувної промисловості і лісозаготівель з узбережжям.. Основні морські порти — Овендо (поблизу Лібревіля), Порт-Жантіль, Лібревіль. Ґабон має в своєму розпорядженні розвинену мережу повітряних сполучень, діють 5 міжнародних і 54 місцевих аеропортів. Національна авіакомпанія «Air Gabon» здійснює внутрішні і міжнародні авіарейси.
За даними [Index of Economic Freedom, The Heritage Foundation, U.S.A., 2001]: ВВП — $ 5,5 млрд. Темп зростання ВВП — 2%. ВВП на душу населення — $ 4630. Прямі закордонні інвестиції — $ 58,4 млн. Імпорт (продовольчі товари, обладнання, автомобілі, металопрокат, хімічні продукти) — $ 2,4 млрд (г.ч. Франція — 39,0%; США — 6,0%; Камерун — 5%; Нідерланди — 5,0%). Експорт (нафта — 3/4 обсягу, марганцева руда, урановий концентрат, деревина, пальмова олія, кава і какао) — $ 3,2 млрд (г.ч. США — 68%; Китай — 9,0%; Франція — 8%; Японія — 3%). Таким чином, серед іноземних інвесторів на межі ХХ-XXI ст. першою є Франція.
Габон — одна з найбагатших держав Африки. У 1996 його ВВП становив 6,3 млрд дол., або 5400 дол. в перерахунку на душу населення.

## Промисловість і торгівля
З кінця 1960-х років головним джерелом процвітання країни став видобуток нафти, експорт якої в 1990-х приносив бл. 75% надходжень до державного бюджету. Надра Габону багаті ураном, марганцем і залізняком. До того, як отримала розвиток нафтова промисловість, головним джерелом державних прибутків був експорт деревини, однак в 1995 її частка в загальному обсязі експорту становила всього 14%. Інші галузі економіки розвинені слабо. Близько 70% економічно активного населення займається натуральним сільським господарством. У 1980 почалася реалізація програми економічного розвитку, яка передбачала використання частини надходжень від експорту нафти для розвитку сільського господарства і промисловості.
В промисловості і торгівлі станом на 2000 р зайнято лише бл. 2% населення Габону. Переробні галузі промисловості: нафтопереробна, деревообробна, харчова (виробництво рослинних олій, цукру, борошна). Є декілька підприємств по виробництву цементу, мила, барвників, тканин і одягу.

## Сільське і лісове господарство
Сільське господарство. Хоч більша частина економічно активного населення зайнята в аграрному секторі, Габон не забезпечує себе продуктами харчування і вимушений імпортувати біля половини необхідного продовольства. Головні продовольчі культури — маніок і інші коренеплоди, банани, цукрова тростина, овочі і фрукти. У невеликих кількостях вирощуються товарні культури — какао, олійна пальма і кава.
Лісове господарство. Близько 80% площі Габону покрито лісами, і до кінця 1960-х років ліс і лісоматеріали були головною статтею експорту країни. До початку 1980-х років була вирубана більша частина лісів в Прибережному районі, в менш доступних внутрішніх районах ліси збереглися. Експорт деревини в кінці 1990-х становив до 4,3 млн м³ на рік. Габон — найбільший у світі постачальник аукумеї Клайна, м'яка деревина якої йде на виробництво фанери.